# Ainaro
Ainaro è un sottodistretto nel Timor Est del Distretto di Ainaro, localizzato nella parte sud-ovest del paese.
Il sottodistretto nel 2010 aveva una popolazione approssimativa di 15 500 abitanti (di cui poco più di 3000 nella sola città capoluogo del distretto).
Ha all'interno la piccola città montagnosa di Ainaro, la capitale del distretto, con i villaggi di Soro, Maununo, Cassa, Suro Craic, Manutassi, and Mau-Ulo.
La città di Ainaro è localizzata 78 km a sud di Dili, la capitale della nazione.
Le risorse principali della città di Ainaro sono i suoi deliziosi cibi organici come il caffè e gli aromatici alberi (legno di sandalo).
È una comunità diversificata, dove convivono cattolici, protestanti e musulmani.

## La distruzione di Ainaro
Durante l'occupazione indonesiana dal 1975 al 1999, Ainaro fu sede di un grosso contingente dell'esercito Indonesiano, sostenuto dalla milizia pro-indonesiana nei mesi che portarono al referendum per l'indipendenza del 30 agosto del 1999.
Come risultato di questa occupazione, il territorio di Ainaro e quelli vicini soffrirono la totale devastazione operata dalle truppe indonesiane durante la crisi di Timor Est, che si risolse con più del 95% delle sue costruzioni distrutte.